# Stenomalina fervida
Stenomalina fervida är en stekelart som beskrevs av Graham 1965. Stenomalina fervida ingår i släktet Stenomalina och familjen puppglanssteklar.
Artens utbredningsområde är:
- Tjeckien.
- Spanien.
- Sverige.

Arten är reproducerande i Sverige. Inga underarter finns listade i Catalogue of Life.